# Emirates Invitational 7s 2021 (segunda edición)
El Seven de Dubái del 2021 fue la segunda edición del torneo de rugby 7 organizado por la United Arab Emirates Rugby Federation y auspiciado por World Rugby.
Se disputó entre el 8 y 9 de abril en las instalaciones del The Sevens Stadium de Dubái, Emiratos Árabes Unidos.
El torneo se disputó con la finalidad de retomar la acción de los seleccionados y servir como preparación para los Juegos Olímpicos de Tokio.

## Equipos participantes
- Argentina
- Canadá
- Chile
- España
- Francia
- Japón
- Kenia
- Uganda

## Resultados

### Grupo Rojo
| Pos. | Equipo    | Encuentros | Encuentros | Encuentros | Encuentros | Tantos  | Tantos    | Tantos     | Puntos |
| Pos. | Equipo    | jugados    | ganados    | empatados  | perdidos   | a favor | en contra | diferencia | Puntos |
| ---- | --------- | ---------- | ---------- | ---------- | ---------- | ------- | --------- | ---------- | ------ |
| 1    | Francia   | 3          | 3          | 0          | 0          | 80      | 50        | +30        | 9      |
| 2    | Argentina | 3          | 2          | 0          | 1          | 88      | 31        | +57        | 6      |
| 3    | Japón     | 3          | 1          | 0          | 1          | 52      | 66        | -14        | 3      |
| 4    | Chile     | 3          | 0          | 0          | 3          | 22      | 95        | -73        | 0      |

Nota: Se otorgan 3 puntos al equipo que gane un partido, 1 al que empate y 0 al que pierda
| 8 de abril | Japón | 21 - 26 | Francia |  |  |

| 8 de abril | Argentina | 41 - 0 | Chile |  |  |

| 8 de abril | Japón | 28 - 10 | Argentina |  |  |

| 8 de abril | Chile | 10 - 33 | Francia |  |  |

| 8 de abril | Japón | 21 - 12 | Chile |  |  |

| 8 de abril | Francia | 21 - 19 | Argentina |  |  |

### Grupo Azul
| Pos. | Equipo | Encuentros | Encuentros | Encuentros | Encuentros | Tantos  | Tantos    | Tantos     | Puntos |
| Pos. | Equipo | jugados    | ganados    | empatados  | perdidos   | a favor | en contra | diferencia | Puntos |
| ---- | ------ | ---------- | ---------- | ---------- | ---------- | ------- | --------- | ---------- | ------ |
| 1    | Kenia  | 3          | 3          | 0          | 0          | 66      | 34        | +32        | 9      |
| 2    | Canadá | 3          | 2          | 0          | 1          | 53      | 56        | -3         | 6      |
| 3    | España | 3          | 1          | 0          | 2          | 54      | 43        | +11        | 3      |
| 4    | Uganda | 3          | 0          | 0          | 3          | 38      | 78        | -40        | 0      |

Nota: Se otorgan 3 puntos al equipo que gane un partido, 1 al que empate y 0 al que pierda
| 8 de abril | Canadá | 19 - 14 | España |  |  |

| 8 de abril | Kenia | 28 - 10 | Uganda |  |  |

| 8 de abril | Canadá | 10 - 21 | Kenia |  |  |

| 8 de abril | España | 26 - 7 | Uganda |  |  |

| 8 de abril | Canadá | 24 - 21 | Uganda |  |  |

| 8 de abril | España | 14 - 17 | Kenia |  |  |

## Fase Final

### Cuartos de final
| 9 de abril | Francia | 33 - 7 | Uganda |  |  |

| 9 de abril | Japón | 12 - 29 | Canadá |  |  |

| 9 de abril | Argentina | 24 - 12 | España |  |  |

| 9 de abril | Chile | 14 - 12 | Kenia |  |  |

### Semifinal Copa de plata
| 9 de abril | Uganda | 24 - 19 | Japón |  |  |

| 9 de abril | España | 15 - 27 | Kenia |  |  |

### Semifinal Copa de oro
| 9 de abril | Francia | 10 - 29 | Canadá |  |  |

| 9 de abril | Argentina | 40 - 7 | Chile |  |  |

### Definición 7° puesto
| 9 de abril | Japón | 26 - 14 | España |  |  |

### Final Copa de plata 5° puesto
| 9 de abril | Uganda | 5 - 36 | Kenia |  |  |

### Definición 3° puesto
| 9 de abril | Francia | 47 - 0 | Chile |  |  |

### Final Copa de oro
| 9 de abril | Canadá | 19 - 26 | Argentina |  |  |

| Bandera de Argentina |
| Campeón Argentina    |
| Segundo título       |